# Conus salzmanni
Espèce
Statut de conservation UICN

 DD  : Données insuffisantes
Conus salzmanni est une espèce de mollusques gastéropodes marins de la famille des Conidae.
Comme toutes les espèces du genre Conus, ces escargots sont prédateurs et venimeux. Ils sont capables de « piquer » les humains et doivent donc être manipulés avec précaution, voire pas du tout.

## Description
La taille de la coquille varie entre 20 mm et 40 mm. Son développement est non planctotrophe. 

## Distribution
Cette espèce marine est présente dans le Golfe d'Aden et au large de la Somalie.

### Niveau de risque d’extinction de l’espèce
Selon l'analyse de l'UICN réalisée en 2011 pour la définition du niveau de risque d'extinction, cette espèce a une aire de répartition restreinte. Cependant, comme elle se trouve en eau profonde dans une zone politiquement instable, elle a été inscrite sur la liste des données insuffisantes. Il n'y a pas eu d'enregistrements récents en raison de la situation politique. La population yéménite des eaux peu profondes peut être affectée par les menaces de la pollution et de l'envasement, mais cela ne peut pas être vérifié à l'heure actuelle.

## Taxonomie

### Publication originale
L'espèce Conus salzmanni a été décrite pour la première fois en 1997 par les malacologistes Gabriella Raybaudi Massilia et Emilio Rolán (d) dans « Argonauta »,.

### Synonymes
- Conus (Phasmoconus) salzmanni G. Raybaudi Massilia & Rolán, 1997 · appellation alternative
- Phasmoconus (Phasmoconus) salzmanni (G. Raybaudi Massilia & Rolán, 1997) · non accepté
- Phasmoconus salzmanni (G. Raybaudi Massilia & Rolán, 1997) · non accepté